# Franse Gemeenschapsraad (samenstelling 1991-1995)
Dit is de lijst van de leden van de Franse Gemeenschapsraad in de legislatuur 1991-1995. De Franse Gemeenschapsraad was de voorloper van het Parlement van de Franse Gemeenschap en werd nog niet rechtstreeks verkozen.
De legislatuur 1991-1995 telde 130 leden. Dit waren de 88 leden van de Franse taalgroep uit de Kamer van volksvertegenwoordigers verkozen bij de verkiezingen van 24 november 1991 en de 42 rechtstreeks gekozen leden van de Franse taalgroep uit de Belgische Senaat, eveneens verkozen op 24 november 1991.
De legislatuur ging van start op 7 januari 1992 en eindigde op 6 april 1995.
De Franse Gemeenschapsraad controleerde die legislatuur de werking van de Franstalige regering-Anselme (januari 1992 - mei 1993) en de regering-Onkelinx I (mei 1993 - juni 1995). Beide regeringen steunden op een meerderheid van PS en PSC. De oppositie bestond dus uit PRL, FDF, Ecolo en FN.

## Samenstelling
| Begin legislatuur (1991) | Begin legislatuur (1991) | Begin legislatuur (1991) | Einde legislatuur (1995) | Einde legislatuur (1995) | Einde legislatuur (1995) |
| Fractie                  | Fractie                  | Zetels                   | Fractie                  | Fractie                  | Zetels                   |
| ------------------------ | ------------------------ | ------------------------ | ------------------------ | ------------------------ | ------------------------ |
|                          | PS                       | 53                       |                          | PS                       | 53                       |
|                          | PRL                      | 29                       |                          | PRL-FDF                  | 33                       |
|                          | PSC                      | 27                       |                          | PSC                      | 27                       |
|                          | Ecolo-FDF                | 20                       |                          | Ecolo                    | 16                       |
|                          | Front National           | 1                        |                          | Front National           | 1                        |

### Wijzigingen in fractiesamenstelling
- In 1993 stappen FDF-verkozenen Olivier Maingain, Antoinette Spaak, Georges Clerfayt en Georges Désir uit de gezamenlijke Ecolo-FDF-fractie en stappen over naar de PRL-fractie, die vanaf dan de PRL-FDF-fractie heet.

## Lijst van de parlementsleden
| Volksvertegenwoordiger      | Partij         | Kieskring                                   | Opmerkingen |
| --------------------------- | -------------- | ------------------------------------------- | --- |
| Bernard Anselme             | PS             | Namen-Dinant-Philippeville                  | |
| Yvon Biefnot                | PS             | Bergen-Zinnik                               | Voorzitter van de PS-fractie tot 26 januari 1994, ondervoorzitter vanaf 26 januari 1994 en voorzitter van de commissie Audiovisuele Media en Bioscopen.                                                                           |
| Colette Burgeon             | PS             | Bergen-Zinnik                               | |
| Willy Burgeon               | PS             | Charleroi-Thuin                             | |
| Philippe Busquin            | PS             | Charleroi-Thuin                             | |
| José Canon                  | PS             | Charleroi-Thuin                             | |
| Guy Charlier                | PS             | Aarlen-Marche-Bastenaken-Neufchâteau-Virton | |
| Guy Coëme                   | PS             | Hoei-Borgworm                               | |
| Jacques Collart             | PS             | Charleroi-Thuin                             | |
| Magda De Galan              | PS             | Brussel                                     | |
| Jean-Maurice Dehousse       | PS             | Luik                                        | Voorzitter van de commissie Internationale Betrekkingen tot 7 maart 1992. |
| Jean-Marc Delizée           | PS             | Namen-Dinant-Philippeville                  | Vervangt vanaf 23 juni 1993 Roger Delizée, die de nationale politiek verlaat. |
| François Dufour             | PS             | Doornik-Aat-Moeskroen                       | |
| Claude Eerdekens            | PS             | Namen-Dinant-Philippeville                  | |
| André Flahaut               | PS             | Nijvel                                      | Vervangt vanaf 18 oktober 1994 Valmy Féaux, die provinciegouverneur van Waals-Brabant wordt. |
| Gil Gilles                  | PS             | Namen-Dinant-Philippeville                  | |
| Marc Harmegnies             | PS             | Charleroi-Thuin                             | Ondervoorzitter. |
| Yvon Harmegnies             | PS             | Bergen-Zinnik                               | |
| Jean-Pol Henry              | PS             | Charleroi-Thuin                             | |
| Charles Janssens            | PS             | Luik                                        | Voorzitter van de PS-fractie vanaf 26 januari 1994. |
| Jean-Marie Léonard          | PS             | Luik                                        | |
| Anne-Marie Lizin            | PS             | Hoei-Borgworm                               | Voorzitter van de commissie Internationale Betrekkingen vanaf 20 maart 1992. |
| Yvan Mayeur                 | PS             | Brussel                                     | Secretaris vanaf 6 mei 1993 en voorzitter van de commissie Financiën, Algemene Zaken en Reglement. |
| Charles Minet               | PS             | Luik                                        | |
| Philippe Moureaux           | PS             | Brussel                                     | |
| Jean Namotte                | PS             | Luik                                        | |
| Laurette Onkelinx           | PS             | Luik                                        | |
| Jean-Pierre Perdieu         | PS             | Doornik-Aat-Moeskroen                       | |
| Francis Poty                | PS             | Charleroi-Thuin                             | |
| Jacques Santkin             | PS             | Aarlen-Marche-Bastenaken-Neufchâteau-Virton | Secretaris tot 31 maart 1992. |
| Eric Tomas                  | PS             | Brussel                                     | Secretaris tot 6 mei 1993. |
| Robert Urbain               | PS             | Bergen-Zinnik                               | |
| Alain Van der Biest         | PS             | Luik                                        | |
| Léon Walry                  | PS             | Nijvel                                      | |
| Yvan Ylieff                 | PS             | Verviers                                    | |
| André Bertouille            | PRL            | Doornik-Aat-Moeskroen                       | Voorzitter van de commissie Gezondheid, Sociale Zaken en Jeugd tot 26 mei 1992, een functie die hij opnieuw uitoefende vanaf 14 januari 1993.                                                                                     |
| Etienne Bertrand            | PRL            | Charleroi-Thuin                             | |
| André Damseaux              | PRL            | Verviers                                    | |
| Jean-Pierre de Clippele     | PRL            | Brussel                                     | |
| Armand De Decker            | PRL            | Brussel                                     | |
| Didier Reynders             | PRL            | Luik                                        | Vervangt vanaf 26 januari 1993 Janine Delruelle, die rechter van het Arbitragehof wordt. Delruelle was voorzitter van de commissie Gezondheid, Sociale Zaken en Jeugd van 26 mei tot 22 december 1992.                            |
| Daniel Ducarme              | PRL            | Charleroi-Thuin                             | |
| Antoine Duquesne            | PRL            | Aarlen-Marche-Bastenaken-Neufchâteau-Virton | |
| Daniel Bacquelaine          | PRL            | Luik                                        | Vervangt vanaf 18 oktober 1994 Jean Gol, die lid wordt van het Europees Parlement. |
| Pierre Hazette              | PRL            | Hoei-Borgworm                               | Ondervoorzitter. |
| Etienne Knoops              | PRL            | Charleroi-Thuin                             | |
| Serge Kubla                 | PRL            | Nijvel                                      | |
| Louis Michel                | PRL            | Nijvel                                      | |
| Willem Draps                | PRL            | Brussel                                     | Vervangt vanaf 22 juni 1992 Roger Nols, die op pensioen gaat. |
| Guy Pierard                 | PRL            | Bergen-Zinnik                               | |
| Jacques Pivin               | PRL            | Brussel                                     | |
| Guy Saulmont                | PRL            | Namen-Dinant-Philippeville                  | |
| Jean-Marie Severin          | PRL            | Namen-Dinant-Philippeville                  | Secretaris vanaf 30 april 1992. |
| Jacques Simonet             | PRL            | Brussel                                     | Vervangt vanaf 22 juni 1992 Henri Simonet, die op pensioen gaat. |
| Marie-Laure Stengers        | PRL            | Brussel                                     | |
| Pierre Beaufays             | PSC            | Namen-Dinant-Philippeville                  | Secretaris. |
| Philippe Charlier           | PSC            | Charleroi-Thuin                             | |
| Anne-Marie Corbisier-Hagon  | PSC            | Charleroi-Thuin                             | Parlementsvoorzitter en voorzitter van de commissie Onderwijs, Opleiding en Onderzoek. |
| Nathalie de T'Serclaes      | PSC            | Brussel                                     | Voorzitter van de PSC-fractie vanaf 17 januari 1992. |
| Jean-Pierre Detremmerie     | PSC            | Doornik-Aat-Moeskroen                       | |
| Albert Gehlen               | PSC            | Verviers                                    | |
| Jean-Pierre Grafé           | PSC            | Luik                                        | |
| Ghislain Hiance             | PSC            | Luik                                        | |
| Guy Hollogne                | PSC            | Bergen-Zinnik                               | |
| Raymond Langendries         | PSC            | Nijvel                                      | |
| Michel Lebrun               | PSC            | Namen-Dinant-Philippeville                  | |
| Albert Liénard              | PSC            | Bergen-Zinnik                               | |
| Charles-Ferdinand Nothomb   | PSC            | Aarlen-Marche-Bastenaken-Neufchâteau-Virton | |
| Jean-Pol Poncelet           | PSC            | Aarlen-Marche-Bastenaken-Neufchâteau-Virton | |
| Georges Sénéca              | PSC            | Doornik-Aat-Moeskroen                       | |
| René Thissen                | PSC            | Verviers                                    | |
| Denis Grimberghs            | PSC            | Brussel                                     | Vervangt vanaf 7 januari 1992 Jean-Louis Thys, die verkiest om voltijds minister in de Brusselse Hoofdstedelijke Regering te blijven.                                                                                             |
| Melchior Wathelet           | PSC            | Verviers                                    | |
| José Brisart                | Ecolo          | Bergen-Zinnik                               | |
| Marcel Cheron               | Ecolo          | Nijvel                                      | Secretaris tot 16 november 1994 en voorzitter van de Ecolo-fractie vanaf 16 november 1994. |
| Philippe Dallons            | Ecolo          | Charleroi-Thuin                             | |
| Philippe Defeyt             | Ecolo          | Namen-Dinant-Philippeville                  | |
| René Dejonckheere           | Ecolo          | Doornik-Aat-Moeskroen                       | |
| Thierry Detienne            | Ecolo          | Luik                                        | Secretaris vanaf 8 februari 1995. |
| Jean Thiel                  | Ecolo          | Luik                                        | Vervangt vanaf 19 mei 1994 Jacky Morael, die secretaris-generaal van Ecolo wordt. |
| François Saussus            | Ecolo          | Brussel                                     | Vervangt vanaf 8 februari 1995 Henri Simons, die schepen van Brussel wordt. Simons was van 17 januari 1992 tot 15 november 1994 voorzitter van de Ecolo-FDF/Ecolo-fractie en van 16 november 1994 tot 18 januari 1995 secretaris. |
| Jean-Pierre Viseur          | Ecolo          | Bergen-Zinnik                               | |
| Vincent Decroly             | Ecolo          | Brussel                                     | Vervangt vanaf 12 januari 1995 Xavier Winkel, die schepen van Schaarbeek wordt. |
| Georges Clerfayt            | FDF            | Brussel                                     | |
| Olivier Maingain            | FDF            | Brussel                                     | Voorzitter van de commissie Cultuur, Jeugd, Sport en Toerisme vanaf 16 november 1994. |
| Martine Payfa               | FDF            | Brussel                                     | Vervangt vanaf 18 oktober 1994 Antoinette Spaak, die lid wordt van het Europees Parlement. Spaak was van 19 oktober 1993 tot 20 juli 1994 voorzitter van de commissie Cultuur, Jeugd, Sport en Toerisme.                          |
| Georges Matagne             | Front National | Brussel                                     | |
| Roger Lallemand             | PS             | Brussel                                     | |
| François Guillaume          | PS             | Brussel                                     | |
| Edouard Poullet             | PSC            | Brussel                                     | |
| François-Xavier de Donnéa   | PRL            | Brussel                                     | |
| Jacques Vandenhaute         | PRL            | Brussel                                     | Secretaris tot 31 maart 1992. |
| Jacques De Grave            | PRL            | Brussel                                     | Vervangt vanaf 12 januari 1995 Herve Hasquin, die schepen van Sint-Lambrechts-Woluwe wordt. |
| Jean-François Vaes          | Ecolo          | Brussel                                     | Voorzitter van de commissie Cultuur, Jeugd, Sport en Toerisme tot 30 september 1993. |
| Georges Désir               | FDF            | Brussel                                     | |
| Maurice Minne               | PS             | Nijvel                                      | Vervangt vanaf 12 januari 1995 Jacky Marchal, die gedeputeerde van de provincie Waals-Brabant wordt. Marchal was secretaris van 30 april 1992 tot 12 januari 1995.                                                                |
| Charles Aubecq              | PRL            | Nijvel                                      | |
| Jacques Liesenborghs        | Ecolo          | Nijvel                                      | |
| Elio Di Rupo                | PS             | Bergen-Zinnik                               | |
| Freddy Deghilage            | PS             | Bergen-Zinnik                               | Vervangt vanaf 18 oktober 1994 Edgard Hismans, die om gezondheidsredenen ontslag neemt. |
| Willy Taminiaux             | PS             | Bergen-Zinnik                               | Ondervoorzitter tot 25 januari 1994. |
| Jacques Lefevre             | PSC            | Bergen-Zinnik                               | |
| Pol-Gustave Boël            | PRL            | Bergen-Zinnik                               | |
| André Baudson               | PS             | Charleroi-Thuin                             | |
| René Borremans              | PS             | Charleroi-Thuin                             | Secretaris vanaf 12 januari 1995. |
| Philippe Maystadt           | PSC            | Charleroi-Thuin                             | |
| Marceau Mairesse            | PSC            | Charleroi-Thuin                             | |
| Jacqueline Mayence-Goossens | PRL            | Charleroi-Thuin                             | |
| Jan Meesters                | Ecolo          | Charleroi-Thuin                             | |
| Guy Spitaels                | PS             | Doornik-Aat-Moeskroen                       | |
| Michèle Delannoy            | PS             | Doornik-Aat-Moeskroen                       | Vervangt vanaf 8 februari 1995 Roger Henneuse, die rechter aan het Arbitragehof wordt. |
| Jean-Paul Snappe            | Ecolo          | Doornik-Aat-Moeskroen                       | |
| Michel Daerden              | PS             | Luik                                        | |
| Gustave Hofman              | PS             | Luik                                        | |
| Guy Mathot                  | PS             | Luik                                        | |
| Georges Flagothier          | PSC            | Luik                                        | |
| Philippe Monfils            | PRL            | Luik                                        | Voorzitter van de PRL/PRL-FDF-fractie. |
| José Daras                  | Ecolo          | Luik                                        | |
| Germain Dufour              | Ecolo          | Luik                                        | |
| Robert Collignon            | PS             | Hoei-Borgworm                               | |
| Yves de Seny                | PSC            | Hoei-Borgworm                               | |
| André Grosjean              | PS             | Verviers                                    | |
| Pierre Wintgens             | PSC            | Verviers                                    | |
| Joseph Houssa               | PRL            | Verviers                                    | |
| Elie Deworme                | PS             | Aarlen-Marche-Bastenaken-Neufchâteau-Virton | |
| Guy Lutgen                  | PSC            | Aarlen-Marche-Bastenaken-Neufchâteau-Virton | |
| Philippe Mahoux             | PS             | Namen-Dinant-Philippeville                  | |
| Maurice Bayenet             | PS             | Namen-Dinant-Philippeville                  | Vervangt vanaf 9 maart 1995 Robert Belot, die besluit om voltijds burgemeester van Beauraing te worden. |
| Achille Debrus              | PSC            | Namen-Dinant-Philippeville                  | Vervangt vanaf 18 oktober 1994 Amand Dalem, die provinciegouverneur van Namen wordt. |
| Jean Barzin                 | PRL            | Namen-Dinant-Philippeville                  | |